# Les Mangeurs de pois
Les Mangeurs de pois est un tableau réalisé vers 1622-1625 par le peintre lorrain Georges de La Tour. De format horizontal, cette huile sur toile est un double portrait qui représente un couple de vieux paysans en train de manger des pois dans des bols, à mi-corps devant un fond gris. Achetée à Colnaghi en 1976, l'œuvre est conservée à la Gemäldegalerie de Berlin, en Allemagne.